# Набоков, Владимир Дмитриевич
Влади́мир Дми́триевич Набо́ков (8 [20] июля 1869, Царское Село, Российская империя — 28 марта 1922, Берлин) — русский юрист, политический деятель, журналист, публицист, один из лидеров Конституционно-демократической партии. Отец писателя В. В. Набокова.

## Биография
Сын министра юстиции Дмитрия Николаевича Набокова и баронессы Марии Фердинандовны фон Корф (1842—1926).
С 1883 года учился в 3-й Санкт-Петербургской гимназии, которую окончил с золотой медалью в 1887 году. Поступил на юридический факультет Санкт-Петербургского университета. В 1890 году был арестован за участие в студенческих волнениях. В 1891 году окончил университет и был командирован в Германию — в Галльский университет, для профессорской подготовки по кафедре уголовного права. В 1894 году поступил на службу в Государственную канцелярию; с 1895 года — камер-юнкер. С 1896 года стал преподавать уголовное право в Императорском училище правоведения, имел звание профессора. Автор ряда научных работ в области уголовного права.
Принимал участие в редактировании юридического журнала «Вестник Права», газеты «Право». Со дня основания журнала «Освобождение» состоял его постоянным сотрудником.
В 1902 году был избран гласным Санкт-Петербургской городской думы. Был одним из активных участников земских съездов 1904—1905 годов, членов Союза освобождения, а позже стал одним из учредителей Конституционно-демократической партии. Долгое время занимал пост товарища (заместителя) председателя кадетского ЦК и редактора партийного органа «Вестник партии Народной Свободы». В начале 1905 года был лишён звания камер-юнкера и права преподавать в училище правоведения.
В 1906 году был избран членом I Государственной думы от Санкт-Петербурга; двадцать восемь раз выходил он на трибуну думы — одна из известных его речей была произнесена 13 мая 1906 года, когда он бросил вызов правительству: «… с точки зрения принципа народного представительства, мы можем только сказать одно: исполнительная власть да покорится власти законодательной».
После роспуска I созыва Думы он подписал Выборгское воззвание, в результате чего был приговорен к трём месяцам заключения, которое отбывал с 14 (27) мая по 12 (25) августа 1908 года.
В 1911 году вызвал на дуэль редактора газеты «Новое Время» М. А. Суворина. Поводом для вызова была публикация сотрудника этой газеты Н. В. Снессарева с упоминанием семейной жизни Набокова. Расчёт Снессарева, автора оскорбительной заметки, и главного редактора Суворина строился на предположении, что В. Д. Набоков, автор недавней работы «Дуэль и уголовное законодательство» (СПб., 1910), осуждавшей этот обычай, сковывал себя своей собственной теорией.
Во время Первой мировой войны В. Д. Набоков с июля 1914 года служил в чине прапорщика в ополчении: сначала в 318-й пешей Новгородской дружине в Старой Руссе и Выборге; затем, с мая 1915 года, — в Гайнаше, где из трёх дружин был создан 431-й пехотный Тихвинский полк и Набоков получил должность полкового адъютанта. В сентябре 1915 года Набоков был переведен в Петербург, в Азиатскую часть Главного штаба, где служил делопроизводителем.
В 1916 году в составе делегации представителей русской периодической печати, по приглашению британского правительства посетил Лондон и Париж. Впечатления от поездки были им опубликованы в книге «Из воюющей Англии».
После Февральской революции — управляющий делами Временного правительства. В мае 1917 года, в дни первого кризиса Временного правительства, Набоков вместе с П. Н. Милюковым и А. И. Гучковым подал в отставку, после чего продолжал работать в Юридическом совещании при Временном правительстве, где подготовил ряд важнейших законодательных актов.
Был избран членом Учредительного Собрания от Петроградской губернии, но в заседаниях не участвовал. После Декрета об аресте лидеров «буржуазных партий» с 23 по 27 ноября содержался в Смольном, после чего уехал к семье в Крым, где жил в имении графини С. В. Паниной (падчерицы И. И. Петрункевича) в Гаспре.
В октябре 1918 года в Гаспре состоялось кадетское совещание, на котором помимо Набокова присутствовали И. И. Петрункевич, Н. И. Астров, С. В. Панина, М. М. Винавер, Н. В. Тесленко, П. П. Рябушинский, Г. Н. Трубецкой.
С 15 ноября 1918 года В. Д. Набоков занимал пост министра юстиции Второго Крымского краевого правительства. В 1919 году, 2 апреля, вместе с семьёй эмигрировал. Некоторое время жил в Лондоне и Париже. В 1920 году переехал в Берлин. В Англии В. Д. Набоков вместе с П. Н. Милюковым издавал журнал «The New Russia», выпускавшийся на английском языке русским эмигрантским Освободительным комитетом.
Вместе с И. В. Гессеном издавал в Берлине газету «Руль».
Погиб 28 марта 1922 года во время покушения эмигрантов-монархистов на П. Н. Милюкова. Покушавшихся было двое. Первый, Пётр Шабельский-Борк, выстрелил несколько раз в Милюкова, но промахнулся и был схвачен Набоковым и А. И. Каминкой. В то время как Набоков удерживал террориста, прижимая к полу, в спину ему трижды выстрелил второй террорист, С. В. Таборицкий, пытавшийся таким образом освободить своего товарища. Несколько писателей — среди них Бунин (статья «Великая потеря» в газете «Общее дело»), Куприн, Мережковский — написали некрологи.
Похоронен на Русском православном кладбище Тегель в Берлине (центральная часть кладбища). Могила внесена в «Перечень находящихся за рубежом мест погребения, имеющих для Российской Федерации историко-мемориальное значение».

## Семья
Был женат на Елене Ивановне Рукавишниковой (17 (29) августа 1876 — 2 мая 1939, Прага), дочери крупного предпринимателя И. В. Рукавишникова (1843—1901). Сразу после свадьбы в ноябре 1897 года они поселились в доме № 47 по Большой Морской улице в Санкт-Петербурге.
Их дети:
- Владимир Владимирович Набоков (1899—1977) — русский и американский писатель.
- Сергей Владимирович Набоков (1900—1945) — переводчик, журналист. Погиб в нацистском концлагере Нойенгамме.
- Ольга Владимировна Набокова (1903—1978), в первом браке за Сергеем Сергеевичем Шаховским (1903—1974)[15], во втором — за Борисом Владимировичем Петкевичем (?—1963)[16], Petkevič в чешской транскрипции.
- Елена Владимировна Набокова (1906—2000), в первом браке замужем за Петром Михайловичем Сколари (Pierre M. Skuliari), во втором за Всеволодом Вячеславовичем Сикорским (1896—1958)[17]. Опубликована её переписка с старшим братом, писателем[18].
- Кирилл Владимирович Набоков (1912—1964) — поэт, крестник брата Владимира[19][20][21].

## Память и оценки деятельности
П. Н. Милюков. Памяти старого друга // 30 марта 1922 года:

Оригинальный текст (рус.)«Для меня назначались эти пули, но я жив, а ты лежишь без дыханья. Маленькая красная точка под сердцем, две таких же на спине. Три пули, выпущенных безумным фанатиком, – вот все, что было нужно, чтобы разбить тонкий изящный сосуд из драгоценного сплава и превратить его в недвижную массу. Ты хотел удержать руку убийцы и пал жертвой твоего благородного жеста...

А всего за несколько минут мы так дружно встретились после болезненного политического разрыва. Я только что прочел твой сердечный привет мне по поводу моего приезда в Берлин. Я узнал в нем старого верного друга под непривычной маской политического противника. Были произнесены слова примирения. Мы поцеловались. Кто мог думать, что твой поцелуй будет прощальным?
На кафедру я пошел, размышляя, как смягчить тона характеристики той политической позиции, которая отделила тебя от меня. Я видел твой оживленный взгляд в первом ряду справа, я предвкушал удовольствие серьезного подробного разговора на темы моей лекции. Я сошел с кафедры навстречу приветам друзей и твоим...
Шум, направленное прямо на меня шагах в десяти дуло револьвера, два выстрела, меня миновавшие, потом общая свалка и мое падение, устроенное другом, который получил вдруг пулю, выпущенную в меня; три новых учащенных выстрела и через несколько минут в соседней комнате твой неподвижный труп с откинутой рукой, с остановившимися глазами – и с этой маленькой красной точкой под сердцем.
Что хотели доказать этим люди, специально приехавшие для убийства? Они повторили с кафедры свой натверженный урок. Они «мстили за царя», за убийство которого их партия хочет видеть меня ответственным. Бедные, жалкие, слепые орудия темной силы, беспомощно цепляющиеся за прошлое. Из ложно понятого русского патриотизма они убили русского патриота, бесконечно возвышавшегося над их малым кругозором, отдавшего свою жизнь на разумное служение родине и имеющего перед родной страной незабываемые заслуги. Словом и мыслью эти люди не умеют сражаться. Они ответили выстрелами в безоружных на мое рассуждение, почему России больше не нужна монархия.
Вечная память тебе, мой старый друг, испытанный друг. Место твое в памяти поколений за тобой обеспечено, и если ты не можешь больше служить родине твоей мыслью и волей, то сама смерть твоя, достойная тебя, пусть раскроет глаза безумцев на бессмысленность их ослепления, а всей русской общественности – на необходимость морально изолировать эти подобные продукты догнивающей среды.

Никто не застрахован от случайного удара фанатика, но пусть вчерашний урок покажет этим людям ничтожество и обратный желаемому смысл получаемого ими политического результата».

А. И. Куприн, писатель:

Оригинальный текст (рус.)«Судьба не послала мне чести личного знакомства с В. Д. Набоковым. Я знал его только по его статьям и речам. В памяти моей … особенно ярко запечатлелась …фраза…: «Из всех так называемых завоеваний революции для меня несомненно только одно: все высокие слова окончательно потеряли доверие». Поэтому и сама речь отличалась той внешней простотой, за которой чувствуется прочная логика, насыщенность содержания и убеждающая убежденность.

Такова была и вся общественная фигура В. Д. Набокова: спокойная, уверенная сдержанность, производившая внешнее впечатление холодности и отдаленности, а за ней – ясный ум, верное, благородное сердце и большая русская душа, управляемая твердой волею и привычками воспитания. Честь, подвиг, любовь к родине, уважение к своей и чужой личности, смелость, верность слову являются «высокими словами» в устах людей, ставящих себе в публичную заслугу и в громкое отличие обладание этими достоинствами. Для Набокова они были естественны…

Без обыденно-пышных фраз, но и без колебаний шел он туда, куда его влекли разум, разум, совесть и инстинкт непоказного рыцарства. Таков он был при начальном выборе своего жизненного пути, отойдя далеко в сторону от широкой и легкой дороги, которую развертывали перед ним преимущества рода и личных крупных качеств. Так он и погиб, кинувшись навстречу неизбежной смерти, безоружный, движимый лишь мгновенным повелительным чувством – помешать злому и гадкому делу».

## Награды
- Орден Святой Анны 2-й степени (1915)